# Ruslán Sharápov
Ruslán Leonídovich Sharápov –en bielorruso, Руслан Леонидович Шарапов– (Maguilov, 22 de junio de 1967) es un deportista bielorruso que compitió en judo. Ganó una medalla de bronce en el Campeonato Europeo de Judo de 2002, en la categoría abierta.

## Palmarés internacional
| Campeonato Europeo | Campeonato Europeo  | Campeonato Europeo | Campeonato Europeo |
| Año                | Lugar               | Medalla            | Categoría          |
| ------------------ | ------------------- | ------------------ | ------------------ |
| 2002               | Maribor (Eslovenia) | Medalla de bronce  | Abierta            |